# 巴歹
巴歹（蒙古语：Badai），在《元史》等汉文史料中记作巴歹、把带、八答、抜台，波斯语史料中记作بادای（Bādāī）。他因与乞失里黑一同向铁木真通报克烈部企图谋杀铁木真的阴谋，获赐“答剌罕”称号而闻名，出身于斡罗纳儿氏，蒙古帝国将领，是效力于成吉思汗的千户长之一。
乞失里黑、巴歹所属的斡罗纳儿氏，是蒙古部乞颜氏分支“乞颜·撒勒只兀惕氏”的属民（haran）。兄弟二人曾效力于乞颜·撒勒只兀惕氏的也客·扯连，担任牧马职务。后因也客·扯连对战利品分配不满，率部投奔克烈部王汗，卷入王汗之子桑昆策划的谋杀铁木真事件。也客·扯连参与谋杀计划后，在家中向妻子阿剌黑亦惕透露此事，被巴歹偶然听见。巴歹告知乞失里黑后，乞失里黑外出查证，听到也客·扯连之子纳邻·客延提及需对谋杀计划保密。两人断定事态危急，于是骑上为纳邻·客延等人准备的马匹，向铁木真通风报信。
1206年成吉思汗称汗后，巴歹、乞失里黑因功被免除属民身份，晋升为自由民，授予千户长（明安）之职，并获“答剌罕”称号，享有免税、世袭等特权，其家族后代均世袭该称号。在功臣表排名第五十五。
《元史》记载，巴歹后裔（含乞失里黑家族）获封顺德路作为投下领地，与博尔术（阿儿剌氏）、 忒木台（札剌亦儿氏）并称“右手万户三投下”。乞失里黑家族因出仕元成宗时期宰相哈剌哈孙闻名，《元史》有传，巴歹家族记载较少。